# Б'янка Вайс
Б'янка Вайс (нім. Bianca Weiß, 24 січня 1968) — німецька хокеїстка на траві.
Срібна призерка Олімпійських Ігор 1992 року.
Срібна призерка Трофею чемпіонів 1991 року.